# Riley 12
Der Riley 12 war ein großer PKW mit V2-Motor, den Riley 1907 zusammen mit dem kleineren 9 herausbrachte.

## Riley 12
Der Wagen besaß einen V2-Motor mit 2.035 cm³ Hubraum, seitlich stehenden Ventilen und Wasserkühlung. Die Maschine leistete 12 bhp (8,8 kW). Das Fahrgestell war, 
mit Radstand 2.286 mm oder 2.667 mm verfügbar, der Aufbau war zwischen 3.429 mm und 3.810 mm lang und 1.676 mm breit. Das Fahrgestell wog 682 kg. Wie alle Riley-Fahrzeuge hatte auch der 12 abnehmbare Drahtspeichenräder.

## Riley 12/18
Bereits im Folgejahr ersetzte der weiterentwickelte Riley 12/18 dieses Modell. Sein gleich großer Motor entwickelte 18 bhp (13,3 kW). Auch der Wagen selbst war gewachsen. Der Radstand seines Fahrgestelles betrug 2.438 mm oder 2.743 mm. Seine Aufbauten waren zwischen 3.581 mm und 3.810 mm lang und zwischen 1.524 mm und 1.549 mm breit.
Dieses Modell wurde bis zum Ausbruch des Ersten Weltkrieges 1914 angeboten. Einen direkten Nachfolger gab es nicht.